# Моско Москов
Мо́ско Мо́сков (12 вересня 1863, Лясковець — 12 лютого 1947) — болгарський краєзнавець, історик, лінгвіст, фольклорист, лінгвіст, суспільний діяч, поет, перекладач.
Навчався у Лясковці, потім у богословському училищі при Петропавлівському монастирі, та в семінарії в Одесі. У 1886 році вступив до Женевського університету, де вивчав суспільні науки та літератури, який закінчив у 1890 році, опісля повернувся у Болгарію. В 1892 році переїхав у Тирново, де почав працювати вчителем місцевої гімназії, де займається краєзнавством. Його зусиллями створено національну бібліотеку, археологічну спільноту.
Найвідоміші твори: «Стояна» (1881) — поема, «Мома слава» (1883) — поема, «За старите времена» (1885) — повість, «Тъгите на Македония» (1886) — поезія, «Отмъщение» — драма, «Пролетна китка», «Съвременни напеви» и «Летна китка» — поезія, «Калина» — поема, «Беззащитна жертва» (1890) — повість, «На отпуска» — розповіді, «Дедо Желю Хаджията» — історична повість, «Съдбата ми е зла» — повість, «Четата на Христа Ботев» — історичні свідчення, «Емигрантът» — розповідь, «По нашето изложение», «Петко Р. Славейков, като писатель» — літературний нарис, «За Българските народни песни» — літературно-наукові дослідження, «Лесковската обитель» — історична повість, «История на Българската литература» (1895). Співпрацював з періодичними виданнями, перекладав твори з російської та французької мов, складав словники. У 1902 році отримав премію від Французької академії наук. Український переклад поезії Моско Москова здійснив Павло Грабовський, опублікована у збірці «З чужого поля» в 1895 році.